# السدار
السدار (به لاتین: Alcedar) یک منطقهٔ مسکونی در مولداوی است که در Şoldăneşti District واقع شده‌است.